# لواسور پی ال.۴
لواسور پی ال. ۴ (به انگلیسی: Levasseur_PL.4) یک هواگرد ملخ‌پیشین تک‌موتوره از نوع شناسایی ساخت شرکت Levasseur است. هواگرد لواسور پی ال. ۴ نخستین پروازش را در ۱۹۲۶ میلادی انجام داد. در مجموع، تعداد ۴۰ فروند از این هواگرد ساخته شده‌است.